# 올해의 여성과학기술인상
올해의 여성과학기술인상은 한국여성과학기술인지원센터와 과학기술정보통신부에서 주관하여 수여하는 상이다.
현재 3개 부분 각 1명씩 수여하여 수상자는 과학기술정보통신부 장관 명의의 상장과 포상금 1천만원을 받는다.

## 같이 보기
- 과학과 여성